# 死霊伝説 呪われた町
『死霊伝説 呪われた町』（しりょうでんせつ のろわれたまち、Salem's Lot）は、2024年のアメリカ合衆国のホラー映画。監督はゲイリー・ドーベルマン、主演はルイス・プルマン、マッケンジー・リーが務めた。スティーヴン・キング原作のホラー小説『呪われた町』の4度目の映像化である。
2024年9月25日にビヨンド・フェストのオープニング作品として初公開された。

## ストーリー
ベン・ミアーズは、彼の次回作のためのインスピレーションを求めてセーラムズ・ロットで子供の頃に住んでいた家に戻るが、住民が吸血鬼に襲われていることを知る。

## キャスト
- ベン・ミアーズ - ルイス・プルマン
- スーザン・ノートン - マッケンジー・リー（英語版）
- マシュー・バーク - ビル・キャンプ
- マイク・ライアソン - スペンサー・トリート・クラーク
- パーキンズ・ギレスピー - ウィリアム・サドラー
- カート・バーロウ（英語版） - アレクサンダー・ウォード
- リチャード・スロケット・ストレイカー - ピルウ・アスベック（英語版）
- コディ医師 - アルフレ・ウッダード
- ドナルド・キャラハン神父（英語版） - ジョン・ベンジャミン・ヒッキー
- マーク・ペトリー - ジョーダン・プレストン・カーター
- ダニー・グリック - ニコラス・クロヴェッティ
- ラルフ・グリック - ケイド・ウッドワード

## 製作
2021年9月に撮影が始まった。

## 公開
全米では2024年10月3日からMaxで配信。
日本ではU-NEXTで配信。